# دليل الأغذية الكندي
دليل الاغذية الكندي هو دليل التغذية الذي صدر من وزارة الصحة الكندية. وهو المنشور الثاني للحكومة الكندية الأكثر طلباً بعد إنشاء ضريبة الدخل. تصريحات موقع وزارة الصحة الكندية: «الغرض العام من التوجيهات الغذائية هو تحديد وتعزيز وجود نمط من الاكل الذي يلبي الاحتياجات الغذائية ويقلل من خطر الأمراض المرتبطة بالتغذية مثل السمنة والسكري والسرطان وأمراض القلب والأوعية الدموية».
تناول الطعام بشكل جيد مع دليل الأغذية الكندي الذي وضع للكنديين وهو سهل المنال لكل الكنديين.وهو يتضمن مبادئ توجيهية لتناول المجموعات الغذائية الصحيحة، المحددة حسب الفئة العمرية والجنس. هناك أيضاً نصائح للأطعمة المختارة، وحجم حصص كل من المواد الغذائية وأفضل طرق الطهي. وشملت أيضاً بعض النصائح للحفاظ على نمط حياة صحي ووزن الجسم مع ممارسة النشاط البدني.

## التاريخ
طُرح دليل الأغذية الكندي لأول مرة في يوليو 1942 لتقديم الارشادات للكنديين على التغذية السليمة خلال فترة من الزمن عندما كانت الحصص الغذائية زمن الحرب شائعة. إصدار عام 1942 استدعى قوانين الغذاء الرسمية. في عام 1944 تم تنقيح الدليل وإعادة تسمية قوانين الأغذية في كندا. في عام 1962، يم تنقيح المبادئ التوجيهية وإعادة تسميته إلى الدليل الغذائي الكندي.

## المجموعات الغذائية
الدليل الغذائي الكندي يملك أربع مجموعات غذائية. وتشمل:
- الخضار والفواكه.
- منتجات الحبوب.
- الحليب وبدائله.
- اللحوم وبدائلها.

تعتبر أي أطعمة غير الوارد وصفها بدقة من قبل هذه المجموعات الغذائية «أخرى» وينصح أن تستهلك باعتدال.

### الخضروات والفواكه
قوس الخضار والفواكه في ملصق دليل الأغذية الكندي هو الأكبر،  وينصح الأفراد أن يكون معظم استهلاك طعامهم من هذه المجموعة الغذائية. ومن المعروف أن الخضار والفواكه تحتوي على العديد من المواد المفيدة مثل الفلافونويد، التي تساعد على إزالة المواد المسببة للسرطان من الجسم، وكذلك المواد المضادة للأكسدة مثل فيتامين C وبيتا كاروتين، والتي تساعد على منع تلف الأكسدة من قبل الجذور الحرة. اتباع نظام غذائي يتضمن مجموعة متنوعة من الخضار والفواكه يمكن أن يساعد على التقليل من خطر بعض أنواع السرطان، وأمراض القلب، والسكتة الدماغية. ينصح الدليل باستهلاك مجموعة متنوعة من الفواكه والخضار.

### منتجات الحبوب
منتجات الحبوب ضرورية للحمية. فهي توفر الكربوهيدرات للطاقة كما ان منتجات الحبوب يمكن ان تكون مصدراً للألياف وعادة ما تكون منخفضة بالدهون. منتنجات الحبوب الكاملة يمكن أن تكون مصادر غنية بالعديد من العناصر الغذائية التي تساعد في الوقاية من الأمراض، مثل الألياف الغذائية والفيتامينات B، السيلينيوم والزنك والمغنيزيوم والمواد الكيميائية النباتية. تناول «حمية غنية بالحبوب الكاملة يمكن أن تساعد أيضاً في الحد من مخاطر مرض القلب».

### الحليب وبدائله
وفقاً لدليل الأغذية الكندي، الحليب وبدائله ضرورية للجسم للحفاظ على صحة العظام. وتشمل هذه المجموعات الغذائية الحليب ومنتجات الألبان مثل الجبن والزبادي والقشدة والكفير ومشروبات الصودا المدعّمة. الحليب الكندي والعديد من منتجات الحليب مطلوبة لتكون مدعومة بفيتامين D. وهذا يساعد الكنديين في الحصول على احتياجاتهم اليومية الموصى بها من فيتامين D إذا كانوا يستهلكون كمية كافية من الحليب وبدائله كل يوم.

### اللحوم وبدائلها
اللحوم وبدائلها هي مصدر للبروتين في النظام الغذائي. وتشمل هذه المجموعة مصادر اللحوم الحيوانية وكذلك البدائل مثل الجوز والعدس. اللحوم وبدائلها هي أيضاً مصدر للفيتامينات والزنك والمغنيزيوم وفيتامينات B. هذا هو أصغر قوس لمصوّر دليل الأغذية الكندي، وهذا يعني أنه ليس هناك سوى عدد قليل من حصص هذه المجموعة ستلبي الاحتياجات الغذائية للفرد.

### أخرى

#### زيوت ودهون
«تشمل كمية صغيرة _ 30 إلى 45 مل (2 إلى 3 ملاعق كبيرة)_من الدهون غير المشبعة كل يوم للحصول على الدهون التي تحتاج إليها» 
الزيوت النباتية غير المشبعة تشمل زيت الكانولا، زيت الذرة، زيت بذور الكتان، زيت الزيتون، زيت الفول السوداني، زيت فول الصويا، وزيت عباد الشمس.

#### المشروبات
ويوصي الدليل بالماء والمشروبات الأولية. والتي هي خالية من السعرات الحرارية، خالية من الدهون، خالية من السكر تقضي على العطش والتي لاغنى عنها لوظائف التمثيل الغذائي في الجسم. يجب استهلاك المياه مع زيادة درجة الحرارة أو ممارسة النشاط البدني للفرد. ويوصي الدليل أيضاً بتجنب المشروبات مع إضافة السكر أو الدهون. يجب فقط أن تستهلك المشروبات التي تحتوي على الكافيين، وعصائر الفاكهة غير المبسترة ومشروبات الطاقة باعتدال.

## حجم الحصة
وقد وفّر الدليل الغذائي الكندي أيضاً أدلة على كم تساوي الحصة الواحدة من الطعام المحدد. وهنا الأدلّة:
- الخضار والفواكه

Vegetables and Fruit
- منتجات الحبوب

Grain Products
- الحليب وبدائله

Milk and Alternatives
- اللحوم وبدائلها

Meat and Alternatives

## أسلوب حياة صحي
لا يستند أسلوب الحياة الصحي فقط حول تناول الطعام الصحيح، ممارسة التمارين الرياضية واتباع نظام غذائي تعمل معاً للحفاظ على نمط حياة صحي. الأكل الجيد مع دليل الأغذية الكندية في موقع وزارة الصحة الكندية تؤكد أيضاً على أهمية النشاط البدني إلى الحفاظ على نمط حياة صحي ووزن جسم مثالي. «إن المبادئ التوجيهية للنشاط البدني توصي بممارسة ساعتين ونصف من النشاط البدني المعتدل إلى نشط كل أسبوع للبالغين و60 دقيقة على الأقل في اليوم للأطفال والشباب» 

## دليل الأغذية الكندي الشعبي الأول، الأسكيمو والملونين
وضعت وزارة الصحة الكندية أيضاً دليل يهتم على وجه التحديد بأولئك الذين هم الأمم الأولى والإنويت والملونين.هذا الدليل على غرار الدليل الغذائي العام، ولكنه يشمل أيضاً مزيد من المعلومات حول النظام الغذائي الذي يتضمن المزيد من الأطعمة المحلية في كندا، مثل الحيوانات البرية والأسماك. الدليل الكامل يمكن الاطلاع عليه على موقع وزارة الصحة الكندية.

## وصلات خارجية
- Eating well with Canada's Food Guide
- Canada's Physical Activity Guide to Healthy Living
- The politics of food guides, Daniel Schwartz, CBC News, 29 July 2012.
- Canada's Food Guide to Unhealthy Eating (a critical analysis by Yoni Freedhoff, Weighty Matters)